# 蘋果音樂節
蘋果音樂節（英語：Apple Music Festival），前稱iTunes音樂節（iTunes Festival），是蘋果公司於2007年創辦的一個系列音樂會。英國Apple Music、iTunes與DICE使用者能通過抽奖獲得免費的入場券。Apple Music會員能線上觀看表演流媒體直播，並能在之後隨時進行重播。在伦敦，蘋果音樂節已成為每年九月在康登鎮藝術中心舉辦的一項音樂會。而2014年3月，音樂節首次在美國舉辦，於奧斯汀西南偏南的穆迪劇院進行了為期五天的表演。2015年，iTunes音樂節易名為蘋果音樂節。2017年9月上旬，蘋果公司宣布往後不再舉行蘋果音樂節。

## 外部連結
- 蘋果音樂節 – 官方網站

51°32′36″N 0°09′07″W / 51.5432°N 0.1519°W